# Primož Pikl
Primož Pikl (* 25. August 1982 in Celje) ist ein ehemaliger slowenischer Skispringer.

## Werdegang
Pikl, der 1991 im Alter von acht Jahren mit dem Skispringen begann und für den SSK Ljubno BTC startet, gab sein internationales Debüt im Skisprung-Continental-Cup zur Saison 1999/2000. Am 26. Dezember 2001 hatte er erstmals die Chance, in St. Moritz aufs Podest zu springen, verpasste dies aber mit Platz vier nur knapp. Nachdem er im Sommer 2003 fast alle Springen unter den besten zehn beendet hatte, gab er am 30. November 2003 in Kuusamo sein Debüt im Skisprung-Weltcup. Nachdem er aber dort und auch im folgenden Springen in Engelberg nicht punkten konnte, verblieb er weiter im B-Kader im Rahmen des Continental Cup. Jedoch verliefen seine Ergebnisse im Winter auch hier wechselhaft. Erst im Sommer 2004 gelang ihm in Velenje wieder der Sprung unter die besten zehn. Auch in Ramsau am Dachstein war er mit zwei fünften Plätzen erfolgreich.
Zum Weltcup-Auftakt der Saison 2004/05 in Kuusamo gelang es Pikl erstmals mit Platz 29 zwei Weltcup-Punkte zu gewinnen. Dies blieb bis Mitte Dezember jedoch die einzige Punkteplatzierung, woraufhin er erneut im Continental Cup an den Start ging und erstmals auch im Winter guten Platzierungen erreichte. Am 5. Februar 2005 stand Pikl im Continental-Cup-Springen von Braunlage mit dem dritten Platz erstmals auf dem Podium.
Ein Jahr später konnte er seine bis dahin beste Weltcup-Platzierung einfahren. Im November 2005 errang er in Kuusamo in Finnland Platz 18. In der gesamten Saison kam er auf 18 Punkte, womit er sich auf Rang 56 der Gesamtwertung platzieren konnte.
Auch in der Saison 2006/07 deutete er seine aufsteigende Form an, indem er einige Weltcup-Punkte sammeln konnte. Am 25. März 2007 erreichte er mit Platz 15 beim Skifliegen in Planica seine bisher beste Einzelplatzierung im Weltcup. Im zweitklassigen Continental Cup konnte er hingegen von 2007 bis 2009 insgesamt sechs Sommerspringen gewinnen. Bei den Olympischen Winterspielen 2010 in Vancouver erreichte er im Springen von der Normalschanze punktgleich mit Emmanuel Chedal den 24. Platz.
Nach den Olympischen Spielen versuchte sich Pikl im Sommer 2010 im Skisprung-Grand-Prix, verpasste die Punkteränge aber teilweise deutlich. Auch im Sommer-Continental Cup war er nur selten erfolgreich. Auch bei der Vierschanzentournee 2010/11 verpasste er die Punkteränge in allen Einzelspringen deutlich. Im Januar wurde er daraufhin fest in den Continental-Cup-Kader zurückversetzt, wo er bereits in Brotterode im Februar mit Platz fünf wieder eine sehr gute Platzierung erreichen konnte. Auch in Kranj erreichte er selbigen Platz. Die Continental-Cup-Saison 2010/11 beendete er auf dem 24. Platz der Gesamtwertung.
Der Sommer-Continental Cup 2011 verlief weniger erfolgreich. Das beste Ergebnis unter eher durchwachsenen Platzierungen war ein 14. Rang in Klingenthal. Die Wintersaison 2011/12 begann für Pikl mit hinteren Punkteplatzierungen. Erst in Sapporo im Januar gelang ihm wieder eine Platzierung unter den besten zwanzig. Jedoch konnte er im Anschluss auch in den weiteren Springen nicht an die Leistungen der Vorjahre anknüpfen und belegte so am Ende nur den 52. Platz der Gesamtwertung. Seine Nominierung für den Skiflug-Weltcup in Planica nahm Pikl im März zwar wahr, musste sich jedoch bereits in der Qualifikation deutlich geschlagen geben.
In die Sommersaison 2012 startete er erfolgreich mit einem achten Platz in Stams. Auch das zweite Springen verlief mit dem 11. Platz erfolgreich. Nachdem er später auch in Sotschi noch einmal einen neunten Platz erreicht hatte, startete er im August beim Grand-Prix-Springen in Courchevel. Dabei verpasste er jedoch erneut die Punkteränge, wenn auch in diesem Fall nur knapp. Zu Beginn der Saison 2012/13 brach die Leistungskurve Pikls erneut ein, so dass er im Januar 2013 in den FIS Cup zurückversetzt wurde, also seitdem im C-Kader springt. Im Februar schaffte er in Kranj nach einem vierten Platz im ersten Springen den dritten Platz im Zweiten Springen.

## Erfolge

### Weltcup-Platzierungen
| Saison  | Platz | Punkte |
| ------- | ----- | ------ |
| 2004/05 | 88.   | 002    |
| 2005/06 | 56.   | 018    |
| 2006/07 | 37.   | 110    |
| 2007/08 | 78.   | 005    |
| 2008/09 | 54.   | 024    |
| 2009/10 | 58.   | 033    |
| 2010/11 | 78.   | 002    |

### Grand-Prix-Platzierungen
| Saison | Platz | Punkte |
| ------ | ----- | ------ |
| 2005   | 74.   | 01     |
| 2006   | 41.   | 59     |
| 2007   | 24.   | 97     |
| 2008   | 36.   | 63     |
| 2009   | 34.   | 48     |
| 2010   | 51.   | 18     |